# غاري بي. ناش
غاري بي. نـاش (بالإنجليزية: Gary B. Nash)‏ هو مؤرخ أمريكي، ولد في 27 يوليو 1933 في فيلادلفيا في الولايات المتحدة.